# Ютоку-Инари-дзиндзя
Ютоку-Инари-дзиндзя (яп. 祐徳稲荷神社 ю:току-инари-дзиндзя) — синтоистское святилище, посвящённое божеству Инари и расположенное в районе Фуруэда города Касима (префектура Сага), Япония. Одно из известнейших святилищ Инари.

## Мифология
Инари — богиня урожая — обычно почитается как собирательный образ нескольких божеств (ками), конкретный список которых отличается в зависимости от храма. В святилище Ютоку-Инари поклоняются Сарута-хико — ками земли (куницуками),— Уга-но-митама-но-оками — ками зерна,— Омияномэ-но-оками — ками воды.

## История
Ютоку-Инари-дзиндзя был построен в 1687 году в ознаменование свадьбы Набэсимы Наотомо и принцессы Манко-химэ, правнучки императора Го-Ёдзэй. Для этого из Киото туда был приглашены духи ками, почитаемых в храме, расположенном на территории императорского дворца. В эпоху Эдо Ютоку-Инари являлось родовым святилищем Набэсима. Оно пережило Вторую мировую войну, но сгорело в 1949 году. В 1957 святилище было восстановлено. Согласно традиции, жрецы Ютоку-Инари тоже происходят из рода Набэсима.

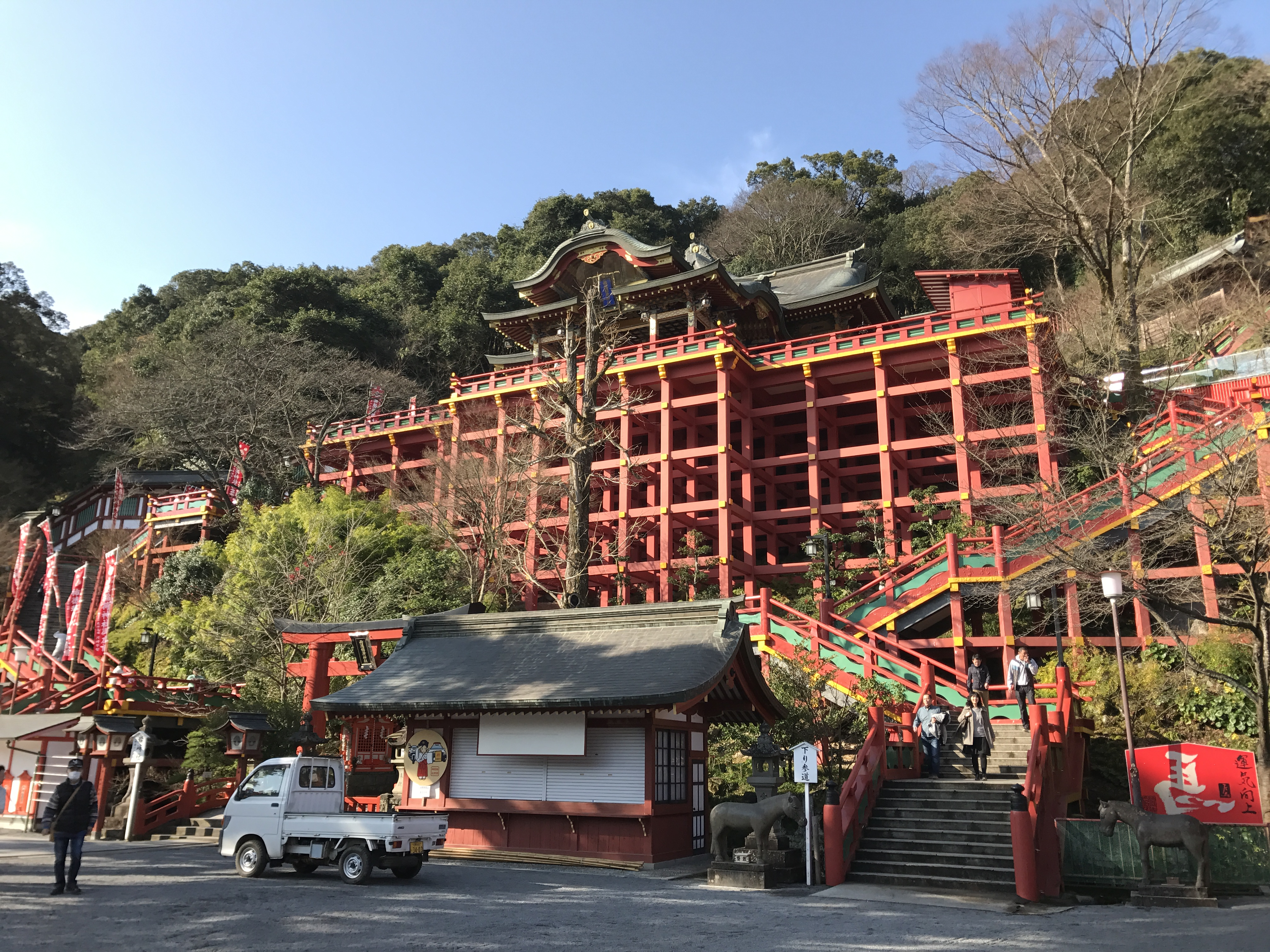
Главное здание святилища, вид снизу. Хорошо видны опоры, характерные для техники какэ-дзукури

## Архитектура
На пути к святилищу стоят 4 большие тории (ритуальных врат). Первые три, в стиле Инари, расположены на торговой улочке, ведущей к храму. Вход на храмовую территорию отмечают двухэтажные ворота ромон.
Святилище расположено на склоне горы Ивакабе (石壁山). Оно возведено в технике какэ-дзукури (яп. 懸造, «подвешенный стиль»), использовавшейся для зданий, стоящих на скалах или склонах гор. Для создания ровной поверхности деревянная платформа в основании святилища стоит на столбах необходимой высоты, упирающихся в скалу (наиболее известный пример данной техники — храм Киёмидзу-дэра в Киото).
Главная часть комплекса построена в стиле гонгэн-дзукури: хондэн и хайдэн соединены между собой переходом и образуют одно знание с крытыми медной черепицей крышами. Крыша хондэна выполнена в стиле нагарэ-дзукури и украшена элементами тиги и кацуоги. Края крыши хайдэна широко расходятся, она украшена ложными люкарнами тидори-хафу (яп. 千鳥破風) высотой с основную крышу. От хайдэна вперёд выступает большой изогнутый щипец в стиле карахафу, доходящий до края деревянной платформы; подобные щипцы, наклонённые вниз, имеются и по сторонам здания. На фасаде под карахафу проходит ещё один узкий козырёк, в самой середине фасада он прерывается там, где висит огромная табличка, на которой написано название храма.

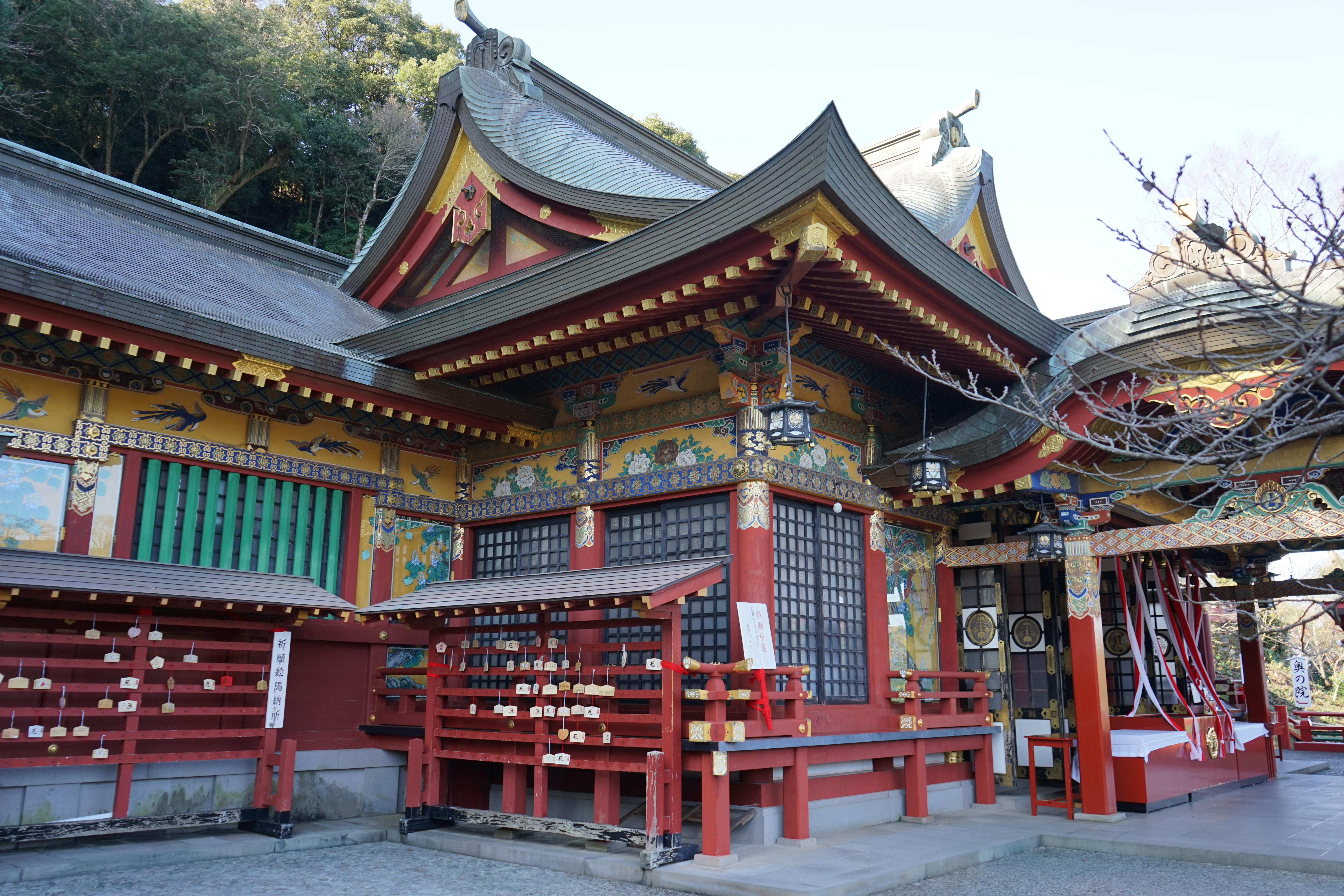
Хайдэн святилища

Все здания ярко окрашены киноварью, многие элементы позолочены или окрашены в другие яркие цвета. Поэтому святилище заслужило прозвище Тиндзэй-Никко.

## Мацури
В начале февраля проводится Хацуума-мацури, древнее сельскохозяйственное праздненство, во время которого исполняется старинный танец в масках они.